# Martin Rittsel
Martin Rittsel (Växjö, Comtat d'Estocolm, 28 de març de 1971) va ser un ciclista suec, que fou professional entre 1998 i el 2003. Del seu palmarès destaca el Campionat nacional en ruta de 1998 i els Quatre dies de Dunkerque de 2000.

## Palmarès
- 1989
  -  Campió de Suècia júnior en contrarellotge
- 1993
  -  Campió de Suècia en contrarellotge per equips
- 1994
  - 1r a la Volta a Castelló
  - Vencedor d'una etapa al Cinturó a Mallorca
- 1995
  - 1r a la Volta a Castelló
  - Vencedor d'una etapa a la Cursa de la Pau
- 1997
  -  Campió de Suècia en ruta per equips
  -  Campió de Suècia en contrarellotge per equips
  - 1r al Cinturó a Mallorca i vencedor d'una etapa
- 1998
  -  Campió de Suècia en ruta
  -  Campió de Suècia en ruta per equips
  -  Campió de Suècia en contrarellotge per equips
- 1999
  - 1r a la Volta a l'Argentina
  - Vencedor d'una etapa a la Volta a Saxònia
  - Vencedor d'una etapa a la Volta a Baviera
- 2000
  - 1r als Quatre dies de Dunkerque

### Resultats al Tour de França
- 2000. 108è de la Classificació general

### Resultats a la Volta a Espanya
- 1998. Abandona (20a etapa)